# Eumir Marcial
Eumir Felix De Los Santos Marcial (* 29. Oktober 1995 in Zamboanga City) ist ein philippinischer Boxer. Er gewann bei den Olympischen Spielen 2020 in Tokio eine Bronzemedaille im Mittelgewicht und war auch Achtelfinalist im Halbschwergewicht bei den Olympischen Spielen 2024 in Paris.

## Amateurkarriere
Marcial gewann 2011 die Junioren-Weltmeisterschaft in Astana, 2013 die Jugend-Asienmeisterschaft in Luzon und 2015 die Südostasienspiele in Singapur. Bei der Asienmeisterschaft 2015 in Bangkok unterlag er erst im Finale gegen Danijar Jeleussinow, nachdem er zuvor unter anderem Isroil Madrimov und Sailom Adi besiegt hatte. Bei der Weltmeisterschaft 2015 in Doha unterlag er im Viertelfinale erneut gegen Jeleussinow.
2016 schied er bei der asiatischen Olympiaqualifikation in Qian’an im Halbfinale gegen Shaxram Gʻiyosov aus und verlor auch im Kampf um den letzten Qualifikationsplatz gegen Bjambyn Tüwschinbat. 2017 unterlag er im Viertelfinale der Asienmeisterschaft in Taschkent gegen Isroil Madrimov, gewann jedoch erneut die Südostasienspiele in Kuala Lumpur.
Bei den Asienspielen 2018 in Jakarta gewann er nach einer 2:3-Niederlage im Halbfinale gegen Isroil Madrimov eine Bronzemedaille und startete bei der Weltmeisterschaft 2019 in Jekaterinburg. Durch Siege gegen Bryan Angulo, Tarik Allali, Omurbek Bekzhigit uulu, Shahin Mousavi und Tursynbay Kulakhmet erreichte er das Finale, wo er gegen Gleb Bakschi unterlag. Im gleichen Jahr gewann er zudem erneut die Südostasienspiele.
Als amtierender Vizeweltmeister gewann er dann auch die asiatische Olympiaqualifikation in Amman, wobei er im Finale Äbilchan Amanqul besiegte. Bei der Asienmeisterschaft 2021 in Dubai gewann er nach einer Niederlage im Halbfinale gegen Saidjamshid Jafarov eine Bronzemedaille und nahm dann an den 2021 in Tokio ausgetragenen Olympischen Spielen 2020 teil; nach Siegen gegen Younes Nemouchi und Arman Dartschinjan, schied er erneut in einem Halbfinale mit 2:3 gegen Oleksandr Chyschnjak aus, wodurch er eine olympische Bronzemedaille gewann. Während der Eröffnungsfeier war er gemeinsam mit der Judoka Kiyomi Watanabe der Fahnenträger seiner Nation.
Durch den Gewinn der Silbermedaille bei den Asienspielen 2023 in Hangzhou qualifizierte er sich zur Teilnahme an den Olympischen Spielen 2024 in Paris, wo er im Achtelfinale gegen Turabek Chabibullajev ausschied.

## Profikarriere
Eumir Marcial unterzeichnete Profiverträge bei MP Promotions von Manny Pacquiao und Premier Boxing Champions von Al Haymon. Sein Profidebüt gewann er am 16. Dezember 2020 in Los Angeles. Er wurde dabei vom Trainer Freddie Roach betreut.